# Petri-csésze

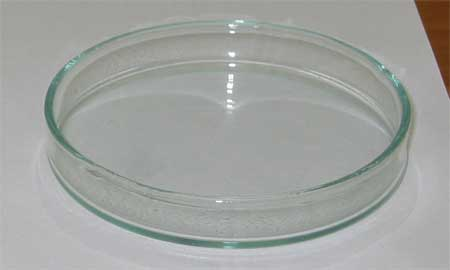
Petri-csésze

A Petri-csésze laboratóriumi üvegedény, mely egy alacsony üveg vagy műanyag hengeres tál. Főleg a biológiában használják mikrobiológiai sejtkultúrák tenyésztésére. Nevét Julius Richard Petri (1852–1921) német bakteriológusról kapta, aki 1887-ben alkotta meg a Petri-csészét, amikor Robert Koch mellett dolgozott. Az üvegből készült Petri-csészék sterilizáció után újra felhasználhatók. A műanyag Petri-csészék egyszeri használatra készülnek.
A mikrobiológiában az agaragar lemezeket nagyon gyakran használják. Az edényt részlegesen töltik melegített tápoldattal, mely agaragar kivonatból, ásványi anyagokból, tápanyagból, aminosavakból és alkalmanként szelekciós anyagból (például antibiotikumok) áll. Az agaragar természetes gélesítő, így a keverék kihűlés közben szilárdul meg. A megszilárdulás után, az agaragar lemezen elvégezhetjük az oltást valamilyen sejttenyészettel. Egyes esetekben még a meleg agaragarba végzünk oltást. A Petri-csésze más felhasználásánál nem kell feltétlenül agaragar táptalajt használni (például sejtkultúrák esetén).
A modern Petri-csészéken gyűrűk vannak, melyek a fedelet és az aljat egymáshoz rögzítik. A több Petri-csésze együttese egy speciális műanyag tárolóedénybe tehető. Üres Petri-csészék használhatók növényi csíráztatásokhoz is, vagy más napi laboratóriumi munkákhoz, mint amilyen a folyadékok szárítása szárítószekrényben vagy a mintatárolás.

## Fordítás
- Ez a szócikk részben vagy egészben  a   Petri dish című angol Wikipédia-szócikk ezen változatának fordításán alapul.  Az eredeti cikk szerkesztőit annak laptörténete sorolja fel. Ez a jelzés csupán a megfogalmazás eredetét és a szerzői jogokat jelzi, nem szolgál a cikkben szereplő információk forrásmegjelöléseként.